# The Frogs (album)
The Frogs è il primo album in studio della omonima band statunitense pubblicato nel 1988. L'album è stato ristampato nel 1999 dall'etichetta Moikai di Jim O'Rourke con note di copertina di Steve Albini.

## Tracce
1. And So You're The King - 1:45
2. C-R-Y - 1:41
3. Layin' Down My Love 4 U - 2:03
4. Ocean Tide - 1:45
5. She Was a Mortal - 2:10
6. I'm a Jesus Child - 1:45
7. What The Trouble Was - 1:58
8. Funhouse - 2:06
9. Buried Me Alive - 1:37
10. Smile - 1:45
11. Persian Cat - 2:06
12. F'd Over Jesus - 2:30
13. Hades High School - 2:02
14. Don't B Afraid - 2:33
15. I Can't Remember - 1:53
16. Whether U Like It or Not I Love U - 2:47